# Liste von Hinrichtungsopfern in Berlin-Plötzensee während der Zeit des Nationalsozialismus
Dies ist eine Liste von Personen, die im Strafgefängnis Plötzensee während der Zeit des Nationalsozialismus hingerichtet wurden. Zwischen 1933 und 1945 wurden im Gefängnis Plötzensee mehr als 2.800 Todesurteile vollstreckt, unter anderem an Mitgliedern der Roten Kapelle, der Herbert-Baum-Gruppe, Teilnehmern des gescheiterten Umsturzversuchs vom 20. Juli 1944 und an Mitgliedern des Kreisauer Kreises.
Siehe auch: Gedenkstätte Plötzensee
Siehe auch: Liste von im Strafgefängnis Plötzensee hingerichteten Frauen
Siehe auch Kategorie:Hingerichtete Person (Berlin-Plötzensee)

## A
- Alfred Althus
- Rita Arnould
- Judith Auer

## B
- Josef Anton Baldermann
- William Otto Bauer
- Marianne Baum
- Maurice Bavaud
- Karl Albin Becker
- Karl Behrens
- Heinrich Bělohlávek
- Liane Berkowitz
- Robert Bernardis
- Kurt Bietzke
- Heinz Birnbaum
- Adolf Bittner
- Conrad Blenkle
- Vladislav Bobák
- Felix Bobek
- Julius Bockemüller
- Hasso von Boehmer
- Eugen Bolz
- Cato Bontjes van Beek
- Hans-Jürgen Graf von Blumenthal
- Herbert Bochow
- Erika Gräfin von Brockdorff
- Eduard Brücklmeier
- Eva-Maria Buch
- Herbert Budzislawski

## C
- Musa Cälil
- Rudolf Claus
- Hans Coppi
- Hilde Coppi
- Walter Cramer

## D
- Alfred Delp
- Robert Dorsay
- Max Ulrich Graf von Drechsel

## E
- Anna Ebermann
- Charlotte Eisenblätter
- Arthur Emmerlich
- Sally Epstein
- Hans Otto Erdmann

## F
- Benita von Falkenhayn
- Eberhard Finckh
- Erich Fellgiebel
- Wilhelm Firl
- Reinhold Frank
- Joachim Franke
- Julius Fučík
- Ewald Funke

## G
- Willi Gall
- Jakob Gapp
- Erich Garske
- Erwin Gehrts
- Elisabeth Charlotte Gloeden
- Erich Gloeden
- Carl Friedrich Goerdeler
- Fritz Goerdeler
- Ursula Goetze
- Artur Göritz
- Hermann Göschler
- Max Götze
- Walter Götze
- Helene Gotthold
- John Graudenz
- Medardo Griotto
- Nikolaus Groß
- Alfred Grünberg
- Hanno Günther

## H
- Jan Habrda
- Hans Bernd von Haeften
- Albrecht von Hagen
- Kurt Hahn
- Rudolf Hallmeyer
- Elise Hampel
- Otto Hermann Hampel
- Georg Alexander Hansen
- Arvid Harnack
- Ernst von Harnack
- Mildred Harnack
- Paul von Hase
- Ulrich von Hassell
- Theodor Haubach
- Egbert Hayessen
- Horst Heilmann
- Wolf-Heinrich von Helldorff
- Albert Hensel
- Otto Herfurth
- Liselotte Herrmann
- Theo Hespers
- Auguste Hetkamp
- Wilhelm Hetkamp
- Helmut Himpel
- Helle Hirsch
- Erich Hoepner
- Roland von Hößlin
- Caesar von Hofacker
- Rosa Hofmann
- Gerhard Holzer
- Walter Homann
- Helmuth Hübener
- Emil Hübner
- Oskar Hübschmann
- Richard Hüttig
- Walter Husemann

## I
- Arthur Illgen

## J
- Friedrich Gustav Jaeger
- Hildegard Jadamowitz
- Franz Jaindl-Haring
- Jens Jessen
- Heinz Joachim
- Reinhold Julius
- Alfred Jurke

## K
- Hermann Kaiser
- Wanda Kallenbach
- Heinz Kapelle
- Peter Kasper
- Franz Kempner
- Otto Kiep
- Johanna Kirchner
- Bernhard Klamroth
- Hans Georg Klamroth
- Friedrich Karl Klausing
- Ewald von Kleist-Schmenzin
- Helmuth Klotz
- Gerhard Knaak
- Marie Catherine Kneup
- Martin Kochmann
- Sala Kochmann
- Theodor Korselt
- Gustav Košulič
- Wilhelm Kox
- Alfred Kranzfelder
- Karlrobert Kreiten
- Adam Kuckhoff
- Walter Küchenmeister
- Therese Kühner
- Hansheinrich Kummerow
- Ingeborg Kummerow
- Karl Kunger
- Elisabeth Kuznitzky

## L
- Fritz von der Lancken
- Carl Langbehn
- Marianne Latoschinski
- Julius Leber
- Věra Ledererová
- Heinrich Graf von Lehndorff-Steinort
- Georg Leichtmann
- Wilhelm Leist
- Paul Lejeune-Jung
- Ludwig von Leonrod
- Bernhard Letterhaus
- Franz Leuninger
- Wilhelm Leuschner
- Fritz Lindemann
- Heinrich Lindner
- Herta Lindner
- Hans Otfried von Linstow
- Josef Losch
- Stefan Lovasz
- Ferdinand Freiherr von Lüninck
- Wilhelm Graf zu Lynar

## M
- Hermann Maaß
- Johann Machwirth
- Hans-Georg Mannaberg
- Ludwig Maringer
- Rudolf von Marogna-Redwitz
- Max Matern
- Franz Mattischek
- Michael Graf von Matuschka
- Joachim Meichßner
- Herbert Michaelis
- Helmuth James Graf von Moltke
- Werner Meister[2]

## N
- Renate von Natzmer
- Arthur Nebe
- Otto Nelte
- Herbert Neubeck
- Benno Neuburger
- Eugen Neutert
- Johann Nobis
- Matthias Nobis

## O
- Vera Obolensky
- Ruth Oesterreich
- Paul Ogorzow

## P
- Karel Pajgr
- Joseph Martin Peters
- Franz Pieper
- Erwin Planck
- Johann Podsiadlo
- Johannes Popitz
- Gustav Przyrembel

## R
- Karl Ernst Rahtgens
- Rudolf Redlinghofer
- Adolf Reichwein
- Ernst Reins
- Adolf Rembte
- Gustav Richter
- Walter Rietig
- John Rittmeister
- Alexis von Roenne
- Heinz Rotholz
- Siegbert Rotholz
- Galina Romanowa

## S
- Joachim Sadrozinski
- Lothar Salinger
- Philipp Schaeffer
- Karl Schapper
- Werner Schaumann
- Rudolf Scheffel
- Rudolf von Scheliha
- Rose Schlösinger
- Alfred Schmidt-Sas
- Elfriede Scholz
- Friedrich Scholz-Babisch
- Oda Schottmüller
- Wilhelm Schürmann-Horster
- Fritz-Dietlof Graf von der Schulenburg
- Friedrich-Werner Graf von der Schulenburg
- Fritz Schulze
- Kurt Schulze
- Harro Schulze-Boysen
- Libertas Schulze-Boysen
- Georg Schulze-Büttger
- Elisabeth Schumacher
- Kurt Schumacher
- Ludwig Schwamb
- Ulrich Wilhelm Graf Schwerin von Schwanenfeld
- Günther Smend
- Franz Sperr
- Robert Stamm
- Berthold Schenk Graf von Stauffenberg
- Josef Steidle
- Kurt Steffelbauer
- Karl Stein
- Werner Steinbrinck
- Hellmuth Stieff
- Ilse Stöbe
- Hermann Stöhr
- Klara Stoffels
- Kurt Strehlow[3]
- Jaroslav Šulc

## T
- Maria Terwiel
- Elisabeth von Thadden
- Fritz Thiel
- Fritz Thiele
- Wolfgang Thiess
- Busso Thoma
- Josef Tippelt
- Adam von Trott zu Solz
- Felix Tucholla
- Käthe Tucholla
- Elfriede Tygör

## U
- Nikolaus Graf von Üxküll-Gyllenband

## V
- Käte Voelkner
- Hans-Georg Vötter
- Fritz Voigt
- Karl Vorberg

## W
- Hermann Josef Wehrle
- Otto Weiß
- Carl Wentzel
- Frida Wesolek
- Suzanne Wesse
- Oswald Wiersich
- Josef Wirmer
- Erwin von Witzleben
- Irene Wosikowski

## Y
- Peter Graf Yorck von Wartenburg

## Z
- Eduard Zachert
- Emmy Zehden
- Karl Zink

Die Bestattungsorte der meisten Opfer sind unbekannt.